# Bezrozměrná rychlost
Bezrozměrná rychlost je podíl rychlosti pozorovaného objektu ku rychlosti světla ve vakuu. Značí se řeckým písmenem β a je definována vztahem
{\displaystyle \beta \equiv {v \over c}\,,}
kde {\displaystyle c=299\,792\,458\,\mathrm {m/s} \approx 3\times 10^{8}\,\mathrm {m/s} }.
Jako zkratka se používá zejména ve speciální teorii relativity. Například Lorentzův faktor lze pomocí ní zapsat jako
{\displaystyle \gamma ={1 \over {\sqrt {1-\beta ^{2}}}}\,.}
Bezrozměrnou rychlost lze chápat jako rychlost vyjádřenou v přirozených jednotkách. V případě hmotných objektů nabývá hodnot z intervalu {\displaystyle \langle 0,1)}, nehmotné částice mají ve vakuu vždy {\displaystyle \beta =1}. Makroskopické objekty mají {\displaystyle \beta } velmi malé. Například Mezinárodní vesmírná stanice obíhá Zemi s kruhovou rychlostí 7,7 km/s, čemuž odpovídá {\displaystyle \beta =0{,}000\,026}. Malé částice však lze urychlit na rychlosti velmi blízké {\displaystyle c}, takže {\displaystyle \beta } se limitně blíží jednotce. Například Protonový synchrotron ve středisku CERN dodává protonům bezrozměrnou rychlost {\displaystyle \beta =0{,}999\,45}. Poté mohou protony letět do dalšího urychlovače SPS, který rychlost zvýší na {\displaystyle \beta =0{,}999\,9978}. Rychlosti světla však protony nikdy nedosáhnou.